# Kamer van volksvertegenwoordigers (samenstelling 1974-1977)
De lijst van leden van de Belgische Kamer van volksvertegenwoordigers van 1974 tot 1977. De Kamer van volksvertegenwoordigers telde toen nog 212 leden.  Het federale kiesstelsel was in die periode gebaseerd op algemeen enkelvoudig stemrecht voor alle Belgen van 21 jaar en ouder, volgens een systeem van evenredige vertegenwoordiging op basis van de Methode-D'Hondt, gecombineerd met een districtenstelsel.
De 42ste legislatuur van de Kamer van volksvertegenwoordigers liep van 28 maart 1974 tot 3 maart 1977 en volgde uit de verkiezingen van 10 maart 1974.
Tijdens deze legislatuur waren de regering-Tindemans I (april-juni 1974), de regering-Tindemans II (juni 1974 - maart 1977) en de regering-Tindemans III (maart - juni 1977) in functie. De regering-Tindemans I was een minderheidsregering van christendemocraten (CVP en PSC) en liberalen (PVV en PLP/PRLW) met gedoogsteun van PLDP/PL, RW, FDF en Volksunie. Na korte tijd trad het RW toe tot de regering-Tindemans I, die vanaf dan de regering-Tindemans II werd genoemd. Hierdoor verwierf de regering alsnog een meerderheid en was er geen gedoogsteun meer nodig. De oppositie bestond vanaf dat moment uit BSP, PSB, Volksunie, FDF, PLDP/PL en KPB-PCB. In maart 1977 stapte RW uit de regering-Tindemans II, die vervolgens als Tindemans III een doorstart maakte met CVP, PSC, PVV en PRLW.

## Zittingen
In de 42ste zittingsperiode (1974-1977) vonden vier zittingen plaats. Van rechtswege kwamen de Kamers ieder jaar bijeen op de tweede dinsdag van oktober.
| Zitting               | Opening         | Sluiting          |
| --------------------- | --------------- | ----------------- |
| buitengewone zitting  | 28 maart 1974   | 4 oktober 1974    |
| 2de zitting 1974-1975 | 8 oktober 1974  | 2 oktober 1975    |
| 3de zitting 1975-1976 | 14 oktober 1975 | 10 september 1976 |
| 4de zitting 1976-1977 | 12 oktober 1976 | 9 maart 1977      |

De Kamers werden ontbonden door koninklijk besluit van 9 maart 1977 houdende ontbinding van de Wetgevende Kamers en van de provinciale raden.

## Samenstelling
| Begin legislatuur (1974) | Begin legislatuur (1974) | Begin legislatuur (1974) | Einde legislatuur (1977) | Einde legislatuur (1977) | Einde legislatuur (1977) |
| Fractie                  | Fractie                  | Zetels                   | Fractie                  | Fractie                  | Zetels                   |
| ------------------------ | ------------------------ | ------------------------ | ------------------------ | ------------------------ | ------------------------ |
|                          | CVP-PSC                  | 72                       |                          | CVP-PSC                  | 72                       |
|                          | BSP-PSB                  | 59                       |                          | BSP-PSB                  | 59                       |
|                          | PVV-PLP-PLDP             | 33                       |                          | PVV-PRLW-PL              | 36                       |
|                          | Volksunie                | 22                       |                          | Volksunie                | 22                       |
|                          | FDF-RW                   | 22                       |                          | FDF-RW                   | 19                       |
|                          | KPB-PCB                  | 4                        |                          | KPB-PCB                  | 4                        |

Wijzigingen in fractiesamenstelling:
- In 1976 verlaten François Perin, Jean Gol en Jean-Pierre Levecq RW en stappen over naar de PLP, die van naam verandert en PRLW wordt.

## Lijst van de volksvertegenwoordigers
| Volksvertegenwoordiger        | Partij    | Kieskring                 | Taalgroep  | Opmerkingen |
| ----------------------------- | --------- | ------------------------- | ---------- | --- |
| Leo Tindemans                 | CVP       | Antwerpen                 | Nederlands | |
| Greta Dielens                 | CVP       | Antwerpen                 | Nederlands | Vervangt vanaf 22 april 1976 Maria Verlackt-Gevaert, die op pensioen gaat. Verlackt-Gevaert was secretaris tot 22 april 1976.                                           |
| Karel Blanckaert              | CVP       | Antwerpen                 | Nederlands | |
| Herman Suykerbuyk             | CVP       | Antwerpen                 | Nederlands | |
| Frank Swaelen                 | CVP       | Antwerpen                 | Nederlands | |
| Tijl Declercq                 | CVP       | Antwerpen                 | Nederlands | |
| Wivina Demeester              | CVP       | Antwerpen                 | Nederlands | |
| Achiel Smets                  | CVP       | Antwerpen                 | Nederlands | |
| Jos Van Eynde                 | BSP       | Antwerpen                 | Nederlands | |
| Wim Geldolf                   | BSP       | Antwerpen                 | Nederlands | |
| Jan Mangelschots              | BSP       | Antwerpen                 | Nederlands | |
| Bob Cools                     | BSP       | Antwerpen                 | Nederlands | |
| Jos Van Elewyck               | BSP       | Antwerpen                 | Nederlands | Voorzitter van de commissie Verkeerswezen, Posterijen, Telegrafie en Telefonie.                                                                                         |
| Frans Grootjans               | PVV       | Antwerpen                 | Nederlands | |
| Karel Poma                    | PVV       | Antwerpen                 | Nederlands | |
| Jacky Buchmann                | PVV       | Antwerpen                 | Nederlands | |
| Hugo Schiltz                  | Volksunie | Antwerpen                 | Nederlands | |
| Reimond Mattheyssens          | Volksunie | Antwerpen                 | Nederlands | |
| Hector Goemans                | Volksunie | Antwerpen                 | Nederlands | |
| André De Beul                 | Volksunie | Antwerpen                 | Nederlands | |
| Guido Verhaegen               | CVP       | Mechelen                  | Nederlands | |
| Michel Van Dessel             | CVP       | Mechelen                  | Nederlands | |
| Désiré Van Daele              | BSP       | Mechelen                  | Nederlands | |
| Hugo Adriaensens              | BSP       | Mechelen                  | Nederlands | |
| Ludo Sels                     | Volksunie | Mechelen                  | Nederlands | |
| Joos Somers                   | Volksunie | Mechelen                  | Nederlands | |
| Jeanne Janssen-Peeraer        | CVP       | Turnhout                  | Nederlands | Vervangt vanaf 24 juni 1976 Frans Van Mechelen, die uit de nationale politiek stapt.                                                                                    |
| Renaat Peeters                | CVP       | Turnhout                  | Nederlands | |
| Francis Tanghe                | CVP       | Turnhout                  | Nederlands | Quaestor. |
| Jos Dupré                     | CVP       | Turnhout                  | Nederlands | |
| Jeanne Huybrechts-Adriaensens | BSP       | Turnhout                  | Nederlands | |
| Paul De Clercq                | PVV       | Turnhout                  | Nederlands | |
| Jozef Belmans                 | Volksunie | Turnhout                  | Nederlands | |
| Renaat Van Elslande           | CVP       | Brussel                   | Nederlands | |
| Rika Steyaert                 | CVP       | Brussel                   | Nederlands | |
| Paul De Keersmaeker           | CVP       | Brussel                   | Nederlands | |
| Achille Diegenant             | CVP       | Brussel                   | Nederlands | |
| Paul De Kerpel                | CVP       | Brussel                   | Nederlands | |
| Paul Vanden Boeynants         | PSC       | Brussel                   | Frans      | |
| José Desmarets                | PSC       | Brussel                   | Frans      | |
| Henri-François Van Aal        | PSC       | Brussel                   | Frans      | |
| Richard Beauthier             | PSC       | Brussel                   | Frans      | Voorzitter van de commissie Binnenlandse Zaken. |
| Guy Cudell                    | PSB       | Brussel                   | Frans      | Voorzitter van de commissie Landsverdediging. |
| Hervé Brouhon                 | PSB       | Brussel                   | Frans      | Voorzitter van de BSP-PSB-fractie. |
| Lucien Radoux                 | PSB       | Brussel                   | Frans      | Voorzitter van de commissie Buitenlandse Handel. |
| André Degroeve                | PSB       | Brussel                   | Frans      | |
| Henri Simonet                 | PSB       | Brussel                   | Frans      | Vervangt vanaf 25 januari 1977 Guillaume Cumps, die schepen van Anderlecht wordt.                                                                                       |
| Armand Moock                  | PSB       | Brussel                   | Frans      | |
| Roger De Wulf                 | BSP       | Brussel                   | Nederlands | |
| August De Winter              | PVV       | Brussel                   | Nederlands | Voorzitter van de PVV-PLP-PLDP/PVV-PLP-PL-fractie tot 4 oktober 1974.                                                                                                   |
| Louis Cantillon               | PVV       | Brussel                   | Nederlands | |
| Léon Defosset                 | FDF       | Brussel                   | Frans      | Voorzitter van de FDF-RW-fractie. |
| Jacques Van Offelen           | PLDP      | Brussel                   | Frans      | |
| Lucien Outers                 | FDF       | Brussel                   | Frans      | |
| François Persoons             | FDF       | Brussel                   | Frans      | |
| Roger Nols                    | FDF       | Brussel                   | Frans      | |
| Antoinette Spaak              | FDF       | Brussel                   | Frans      | |
| Georges Mundeleer             | PLDP      | Brussel                   | Frans      | Secretaris vanaf 27 april 1976. |
| Roland Gillet                 | PLDP      | Brussel                   | Frans      | Secretaris tot 27 april 1976. |
| Pierre Havelange              | FDF       | Brussel                   | Frans      | Secretaris vanaf 12 oktober 1976. |
| Georges Clerfayt              | FDF       | Brussel                   | Frans      | Voorzitter van de commissie Europese Zaken. |
| Lucienne Mathieu-Mohin        | FDF       | Brussel                   | Frans      | Secretaris van 9 mei 1974 tot 12 oktober 1976. |
| Constant Verhasselt           | FDF       | Brussel                   | Frans      | |
| Vic Anciaux                   | Volksunie | Brussel                   | Nederlands | Voorzitter van de Volksunie-fractie en voorzitter van de commissie Volksgezondheid en Gezin.                                                                            |
| Jef Valkeniers                | Volksunie | Brussel                   | Nederlands | |
| Paul Peeters                  | Volksunie | Brussel                   | Nederlands | |
| Louis Van Geyt                | KPB-PCB   | Brussel                   | Nederlands | |
| Godelieve Devos               | CVP       | Leuven                    | Nederlands | |
| Jaak Henckens                 | CVP       | Leuven                    | Nederlands | Voorzitter van de commissie Nationale Opvoeding vanaf 5 februari 1976.                                                                                                  |
| Paul Devlies                  | CVP       | Leuven                    | Nederlands | |
| Henri Boel                    | BSP       | Leuven                    | Nederlands | |
| Louis Tobback                 | BSP       | Leuven                    | Nederlands | |
| Georges Sprockeels            | PVV       | Leuven                    | Nederlands | |
| Robert Rolin Jaequemyns       | PVV       | Leuven                    | Nederlands | |
| Jan Daems                     | PVV       | Leuven                    | Nederlands | |
| Willy Kuijpers                | Volksunie | Leuven                    | Nederlands | |
| Marcel Plasman                | PSC       | Nijvel                    | Frans      | |
| Geneviève Ryckmans-Corin      | PSC       | Nijvel                    | Frans      | |
| Alfred Scokaert               | PSB       | Nijvel                    | Frans      | |
| Pierre Rouelle                | RW        | Nijvel                    | Frans      | |
| Georges Maes                  | RW        | Nijvel                    | Frans      | |
| Daniel Coens                  | CVP       | Brugge                    | Nederlands | |
| Fernand Vandamme              | CVP       | Brugge                    | Nederlands | |
| Frank Van Acker               | BSP       | Brugge                    | Nederlands | |
| Willem Content                | BSP       | Brugge                    | Nederlands | |
| Albert Claes                  | PVV       | Brugge                    | Nederlands | |
| Marcel Coucke                 | CVP       | Kortrijk                  | Nederlands | |
| André Dequae                  | CVP       | Kortrijk                  | Nederlands | Parlementsvoorzitter en voorzitter van de commissie Buitenlandse Zaken en Ontwikkelingssamenwerking.                                                                    |
| Marc Olivier                  | CVP       | Kortrijk                  | Nederlands | |
| Jules Mathys                  | BSP       | Kortrijk                  | Nederlands | |
| André Kempinaire              | PVV       | Kortrijk                  | Nederlands | Voorzitter van de PVV-PLP-PL-fractie van 8 oktober 1974 tot 16 oktober 1976.                                                                                            |
| Luc Vansteenkiste             | Volksunie | Kortrijk                  | Nederlands | |
| Dries Claeys                  | CVP       | Veurne-Diksmuide-Oostende | Nederlands | |
| Alfons Laridon                | BSP       | Veurne-Diksmuide-Oostende | Nederlands | |
| Raoul Bonnel                  | PVV       | Veurne-Diksmuide-Oostende | Nederlands | Voorzitter van de commissie Algemene Zaken en Openbaar Ambt. |
| Emiel Vansteenkiste           | Volksunie | Veurne-Diksmuide-Oostende | Nederlands | |
| Jaak Vandemeulebroucke        | Volksunie | Veurne-Diksmuide-Oostende | Nederlands | |
| Robert Gheysen                | CVP       | Roeselare-Tielt           | Nederlands | Secretaris vanaf 13 mei 1976. |
| Erik Vankeirsbilck            | CVP       | Roeselare-Tielt           | Nederlands | |
| André Bourgeois               | CVP       | Roeselare-Tielt           | Nederlands | |
| Gustaaf Nyffels               | BSP       | Roeselare-Tielt           | Nederlands | Secretaris vanaf 12 oktober 1976. |
| Mik Babylon                   | Volksunie | Roeselare-Tielt           | Nederlands | Secretaris. |
| Marcel Bode                   | CVP       | Ieper                     | Nederlands | Voorzitter van de commissie Openbare Werken. |
| Gustave Breyne                | BSP       | Ieper                     | Nederlands | |
| Roger Otte                    | CVP       | Aalst                     | Nederlands | Voorzitter van de commissie Cultuur. |
| Ghisleen Willems              | CVP       | Aalst                     | Nederlands | |
| Paul Van Der Niepen           | BSP       | Aalst                     | Nederlands | Vervangt vanaf 3 november 1976 Albert Van Hoorick, die op pensioen gaat. Van Hoorick was secretaris tot 12 oktober 1976.                                                |
| Diane D'haeseleer             | PVV       | Aalst                     | Nederlands | Vervangt vanaf 12 januari 1977 Louis D'haeseleer, die burgemeester van Aalst wordt.                                                                                     |
| Richard Van Leemputten        | Volksunie | Aalst                     | Nederlands | |
| Georgette De Kegel            | Volksunie | Aalst                     | Nederlands | |
| Jan Verroken                  | CVP       | Oudenaarde                | Nederlands | Ondervoorzitter en voorzitter van de commissie Leefmilieu. |
| Paul Ghysbrecht               | BSP       | Oudenaarde                | Nederlands | |
| Herman De Croo                | PVV       | Oudenaarde                | Nederlands | |
| Wilfried Martens              | CVP       | Gent-Eeklo                | Nederlands | |
| Adhémar d'Alcantara           | CVP       | Gent-Eeklo                | Nederlands | Voorzitter van de CVP-PSC-fractie. |
| Maurice Van Herreweghe        | CVP       | Gent-Eeklo                | Nederlands | |
| Adhémar Deneir                | CVP       | Gent-Eeklo                | Nederlands | |
| Gilbert Temmerman             | BSP       | Gent-Eeklo                | Nederlands | |
| Livien Danschutter            | BSP       | Gent-Eeklo                | Nederlands | |
| Willy De Clercq               | PVV       | Gent-Eeklo                | Nederlands | |
| Emile Flamant                 | PVV       | Gent-Eeklo                | Nederlands | Voorzitter van de PVV-PLP-PL/PVV-PRLW-PL-fractie vanaf 20 oktober 1976.                                                                                                 |
| Leopold Niemegeers            | PVV       | Gent-Eeklo                | Nederlands | |
| Jean Kickx                    | PVV       | Gent-Eeklo                | Nederlands | |
| Frans Baert                   | Volksunie | Gent-Eeklo                | Nederlands | |
| Paul Van Grembergen           | Volksunie | Gent-Eeklo                | Nederlands | |
| Omer De Mey                   | CVP       | Sint-Niklaas              | Nederlands | Voorzitter van de commissie Sociale Voorzorg. |
| Paul De Vidts                 | CVP       | Sint-Niklaas              | Nederlands | |
| Aimé Van Lent                 | BSP       | Sint-Niklaas              | Nederlands | Quaestor. |
| Nelly Maes                    | Volksunie | Sint-Niklaas              | Nederlands | |
| Jan Lenssens                  | CVP       | Dendermonde               | Nederlands | |
| René Uyttendaele              | CVP       | Dendermonde               | Nederlands | |
| Gustave Boeykens              | BSP       | Dendermonde               | Nederlands | Ondervoorzitter en voorzitter van de commissie Economische Zaken. |
| Frans Verberckmoes            | PVV       | Dendermonde               | Nederlands | |
| Alfred Califice               | PSC       | Charleroi                 | Frans      | |
| Raymond Brimant               | PSC       | Charleroi                 | Frans      | |
| Ernest Glinne                 | PSB       | Charleroi                 | Frans      | |
| Lucien Harmegnies             | PSB       | Charleroi                 | Frans      | |
| André Baudson                 | PSB       | Charleroi                 | Frans      | Secretaris. |
| Léopold Tibbaut               | PSB       | Charleroi                 | Frans      | |
| Claude Hubaux                 | PLP       | Charleroi                 | Frans      | |
| Robert Moreau                 | RW        | Charleroi                 | Frans      | Secretaris tot 9 mei 1974 en quaestor van 9 mei tot 4 oktober 1974. |
| Etienne Duvieusart            | RW        | Charleroi                 | Frans      | |
| Fernand Helguers              | RW        | Charleroi                 | Frans      | |
| Adolphe Ducobu                | PSC       | Bergen                    | Frans      | |
| Robert Urbain                 | PSB       | Bergen                    | Frans      | |
| Henri Deruelles               | PSB       | Bergen                    | Frans      | |
| Léon Hannotte                 | PLP       | Bergen                    | Frans      | Tot 31 juli 1976 ondervoorzitter en voorzitter van de commissie Middenstand.                                                                                            |
| Jean-Pierre Levecq            | RW        | Bergen                    | Frans      | Stapt op 8 december 1976 over naar de PRLW-fractie. |
| Noëlla Dinant                 | KPB-PCB   | Bergen                    | Frans      | |
| René Jérôme                   | PSC       | Zinnik                    | Frans      | Vervangt vanaf 12 januari 1977 de overleden René Pêtre. |
| Léon Hurez                    | PSB       | Zinnik                    | Frans      | |
| Richard Gondry                | PSB       | Zinnik                    | Frans      | |
| Robert Lacroix                | PSB       | Zinnik                    | Frans      | |
| Albert Lernoux                | PSC       | Thuin                     | Frans      | |
| Willy Burgeon                 | PSB       | Thuin                     | Frans      | |
| Paul-Henry Gendebien          | RW        | Thuin                     | Frans      | |
| Robert Devos                  | PSC       | Doornik-Aat-Moeskroen     | Frans      | Quaestor. |
| Jean-Baptiste Delhaye         | PSB       | Doornik-Aat-Moeskroen     | Frans      | |
| Marcel Demets                 | PSB       | Doornik-Aat-Moeskroen     | Frans      | |
| Georgette Brenez              | PSB       | Doornik-Aat-Moeskroen     | Frans      | |
| André Soudant                 | PLP       | Doornik-Aat-Moeskroen     | Frans      | Vervangt vanaf 30 april 1974 René Lefebvre, die om gezondheidsredenen ontslag neemt.                                                                                    |
| Jean Picron                   | PLP       | Doornik-Aat-Moeskroen     | Frans      | Voorzitter van de commissie Landbouw. |
| André Delrue                  | KPB-PCB   | Doornik-Aat-Moeskroen     | Frans      | |
| Edmond Leburton               | PSB       | Hoei-Borgworm             | Frans      | |
| Fernand Hubin                 | PSB       | Hoei-Borgworm             | Frans      | |
| Joseph Fiévez                 | RW        | Hoei-Borgworm             | Frans      | |
| Jean-Pierre Grafé             | PSC       | Luik                      | Frans      | |
| André Magnée                  | PSC       | Luik                      | Frans      | Secretaris. |
| Michel Hansenne               | PSC       | Luik                      | Frans      | |
| André Cools                   | PSB       | Luik                      | Frans      | |
| Irène Pétry                   | PSB       | Luik                      | Frans      | |
| Guy Mathot                    | PSB       | Luik                      | Frans      | |
| Jean-Maurice Dehousse         | PSB       | Luik                      | Frans      | Quaestor. |
| Claude Dejardin               | PSB       | Luik                      | Frans      | |
| Gaston Onkelinx               | PSB       | Luik                      | Frans      | |
| Emile-Edgard Jeunehomme       | PLP       | Luik                      | Frans      | |
| François Perin                | RW        | Luik                      | Frans      | Stapt op 8 december 1976 over naar de PRLW-fractie. |
| Jean Gol                      | RW        | Luik                      | Frans      | Stapt op 8 december 1976 over naar de PRLW-fractie. |
| Charly Talbot                 | RW        | Luik                      | Frans      | |
| Marcel Levaux                 | KPB-PCB   | Luik                      | Frans      | Voorzitter van de KPB-PCB-fractie. |
| Albert Parisis                | PSC       | Verviers                  | Frans      | Ondervoorzitter en voorzitter van de commissie Financiën. |
| Guillaume Schyns              | PSC       | Verviers                  | Frans      | |
| Yvan Ylieff                   | PSB       | Verviers                  | Frans      | |
| André Damseaux                | PLP       | Verviers                  | Frans      | |
| Alfred Evers                  | PLP       | Verviers                  | Frans      | |
| Luc Dhoore                    | CVP       | Hasselt                   | Nederlands | |
| Alfred Bertrand               | CVP       | Hasselt                   | Nederlands | |
| Georges Monard                | CVP       | Hasselt                   | Nederlands | |
| Willy Claes                   | BSP       | Hasselt                   | Nederlands | |
| Emiel Vanijlen                | BSP       | Hasselt                   | Nederlands | |
| Alfred Vreven                 | PVV       | Hasselt                   | Nederlands | |
| Jozef Olaerts                 | Volksunie | Hasselt                   | Nederlands | Quaestor. |
| Lambert Kelchtermans          | CVP       | Tongeren-Maaseik          | Nederlands | |
| Mathieu Rutten                | CVP       | Tongeren-Maaseik          | Nederlands | |
| Chris Moors                   | CVP       | Tongeren-Maaseik          | Nederlands | Vervangt vanaf 5 februari 1976 Germaine Craeybeckx-Orij, die op pensioen gaat. Craeybeckx-Orij was tot 5 februari 1976 voorzitter van de commissie Nationale Opvoeding. |
| Frans Wijnen                  | CVP       | Tongeren-Maaseik          | Nederlands | |
| Jean Férir                    | BSP       | Tongeren-Maaseik          | Nederlands | |
| Fernand Colla                 | PVV       | Tongeren-Maaseik          | Nederlands | Quaestor. |
| Evrard Raskin                 | Volksunie | Tongeren-Maaseik          | Nederlands | |
| Charles-Ferdinand Nothomb     | PSC       | Aarlen-Marche-Bastenaken  | Frans      | |
| Marcel Remacle                | PSB       | Aarlen-Marche-Bastenaken  | Frans      | |
| Louis Olivier                 | PLP       | Aarlen-Marche-Bastenaken  | Frans      | |
| Joseph Michel                 | PSC       | Neufchâteau-Virton        | Frans      | |
| Henri Pierret                 | PSC       | Neufchâteau-Virton        | Frans      | |
| Victor Barbeaux               | PSC       | Dinant-Philippeville      | Frans      | |
| Albert Grégoire               | PSB       | Dinant-Philippeville      | Frans      | |
| Augustin Bila                 | RW        | Dinant-Philippeville      | Frans      | |
| Léon Remacle                  | PSC       | Namen                     | Frans      | Voorzitter van de commissie Justitie. |
| Louis Namèche                 | PSB       | Namen                     | Frans      | Ondervoorzitter en voorzitter van de commissie Tewerkstelling en Arbeid.                                                                                                |
| Robert Denison                | PSB       | Namen                     | Frans      | |
| Charles Poswick               | PLP       | Namen                     | Frans      | Vanaf 12 oktober 1976 ondervoorzitter en voorzitter van de commissie Middenstand.                                                                                       |
| Fernand Massart               | RW        | Namen                     | Frans      | Quaestor vanaf 8 oktober 1974. |